# Pole-pozíció

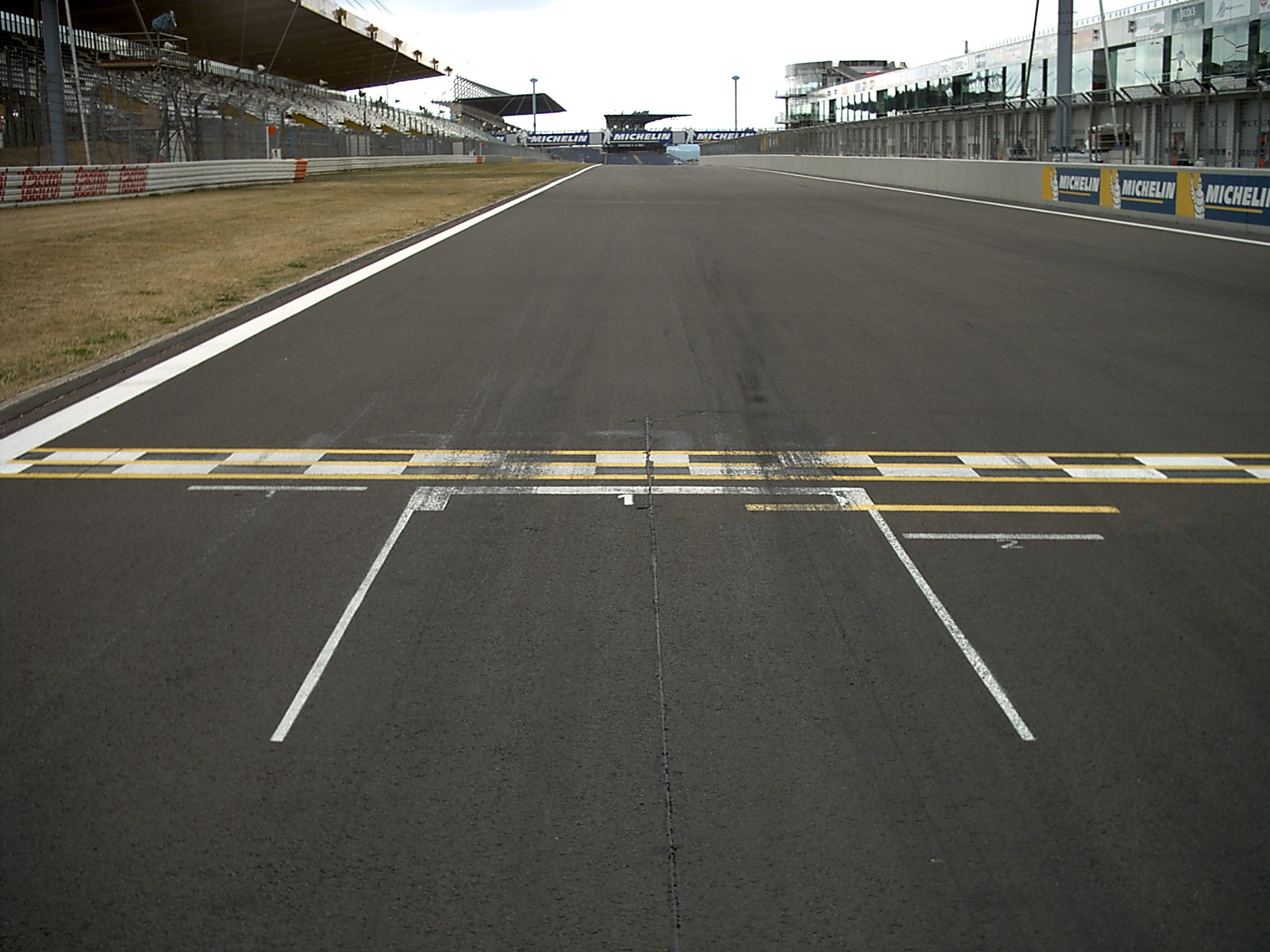
Az első rajtkocka a Nürburgringen

A pole-pozíció egy technikai sportokban használt fogalom, amely az első rajthelyet jelenti.
A kifejezés eredetileg a lóversenyből jön, angol nyelvterületen a galoppnál az egyes helyeket pole-nak nevezik.

## Formula–1
A Formula–1-ben az eddigi 60 év alatt többször változott az időmérő lebonyolítása. 1950-től 1995-ig kétszer egy óra állt rendelkezésre, hogy megfussák a leggyorsabb kört. A két szakasz közül mindenki jobbik idejét számították a rajtrácson.
1996-tól lépett életbe az a szabály, miszerint a versenyzők 12 kört futhatnak. Ez 2002-ig volt életben. Ekkor használatban volt a 107 százalékos szabály is, eszerint csak az indulhatott a versenyen, aki a pole-pozíciós időhöz képest 107 százalékon belül futotta meg a körét.
2003-ban és 2004-ben mindenkinek egy kör állt rendelkezésére, amit versenyre megtankolt autóval kellett megtenniük. Ezt a rendszert azért vezették be, mert a tizenkét körös rendszerben igen hosszú, olykor harminc perces szakaszok is voltak, amikor senki nem volt a pályán.
2006 óta az időmérő edzés egy bonyolultabb rendszer szerint zajlik. Az egyórás időmérőt lerövidítették, és három 15 perces szakaszra (gyakran Q1, Q2, Q3) osztották. Az első szakasz végét követően az utolsó hat pilóta nem folytathatta tovább a küzdelmet az első rajthelyért. Ugyanígy volt a második rész végén, így a záró szakaszban már csak tízen küzdöttek az első rajthelyért. Újdonság volt, hogy a versenyzők a leintés után is befejezhették megkezdett gyors köreiket. 2008-ban a rendszer annyiban változott, hogy a Super Aguri miatt a mezőny húszfősre csökkent, és így csak az utolsó 5 pilóta esett ki. Ugyanebben az évben a Q1-et húszpercesre növelték, a záró szakaszt viszont tízpercesre rövidítették. Erre azért volt szükség, mert a csapatok sokat taktikáztak amiatt, hogy versenyre megtankolt autóval kellett részt venniük a Q3-ban.
2010-től a 24 résztvevő miatt hét-hét versenyző esik ki az első két szakaszban, valamint a csapatoknak már nem kell versenyre megtankolt autókkal indulniuk az időmérő végén.
2011-től pedig ismét életbe lépett a 107 százalékos szabály. Egy másik újítás az állítható hátsó szárny (DRS), amit korlátlanul használhatnak a KERS-szel (kinetikus energia-visszanyerő rendszer) együtt.[forrás?]
2014-től kezdve a Q1-t 20-ról 18-ra, valamint a Q3-t 10-ről 12 percre módosították.

## MotoGP
A MotoGP-ben 2013 óta két időmérő edzés van.

## NASCAR
A NASCAR-ban jelenleg egy, az amerikai sportokra jellemző egyedi rendszer van érvényben. Oválpályákon két kör számít az időmérőn. Egyéb pályákon ez az F1-hez hasonlóan egy kör. 2002 előtt az oválokon is csak egy kört kellett megtenni, kivéve az extrém rövid pályákat.

## Indy 500
Az indianapolisi 500-as versenyeken az első nap dől el az első rajthely sorsa, ehhez a pilótáknak négy kört (tíz mérföld) kell megtenniük. Ha valaki a későbbi időmérőkön fut jobb eredményt, előrébb léphet, azonban az élvez prioritást, aki a lehető legkorábban futotta meg a jobbik köridejét.

## IndyCar
Az IndyCar-ban hasonló rendszer szerint működik az időmérő edzés, mint a NASCAR-ban. Oválpályákon az Indy 500-as versenyhez hasonlóan négy kör összességét veszik alapul, bár itt csak egy szakasz van.
Az európaiakhoz hasonló, nem oválpályákon a versenyzőket véletlenszerűen két csoportba osztják. Mindkét csoport első hat helyezettje továbbjut a következő szakaszba. A többi autó a tizenharmadik helytől kezdve sorakozik fel. A maradék 12 autó egy újabb tizenöt perces szakaszban vesz részt, hogy aztán a legjobb hat pilóta tíz perc alatt döntse el a pole sorsát.